# Samsung Galaxy Z Fold 4 et Z Flip 4
Les Samsung Galaxy Z Fold 4 et Samsung Galaxy Z Flip 4 sont deux smartphones pliants Android produits par la société Samsung Electronics. Ils font partie de la série haut de gamme des Galaxy Z, et succèdent aux Galaxy Z Fold 3 5G et Z Flip 3 5G. Ils ont été annoncés lors de la présentation de l'édition d'août 2022 de Galaxy Unpacked. Ils sont sortis le 26 août 2022,,.
Le premier modèle est une tablette qui peut être pliée et devenir un smartphone, tandis que le second est un téléphone à clapet.

## Design

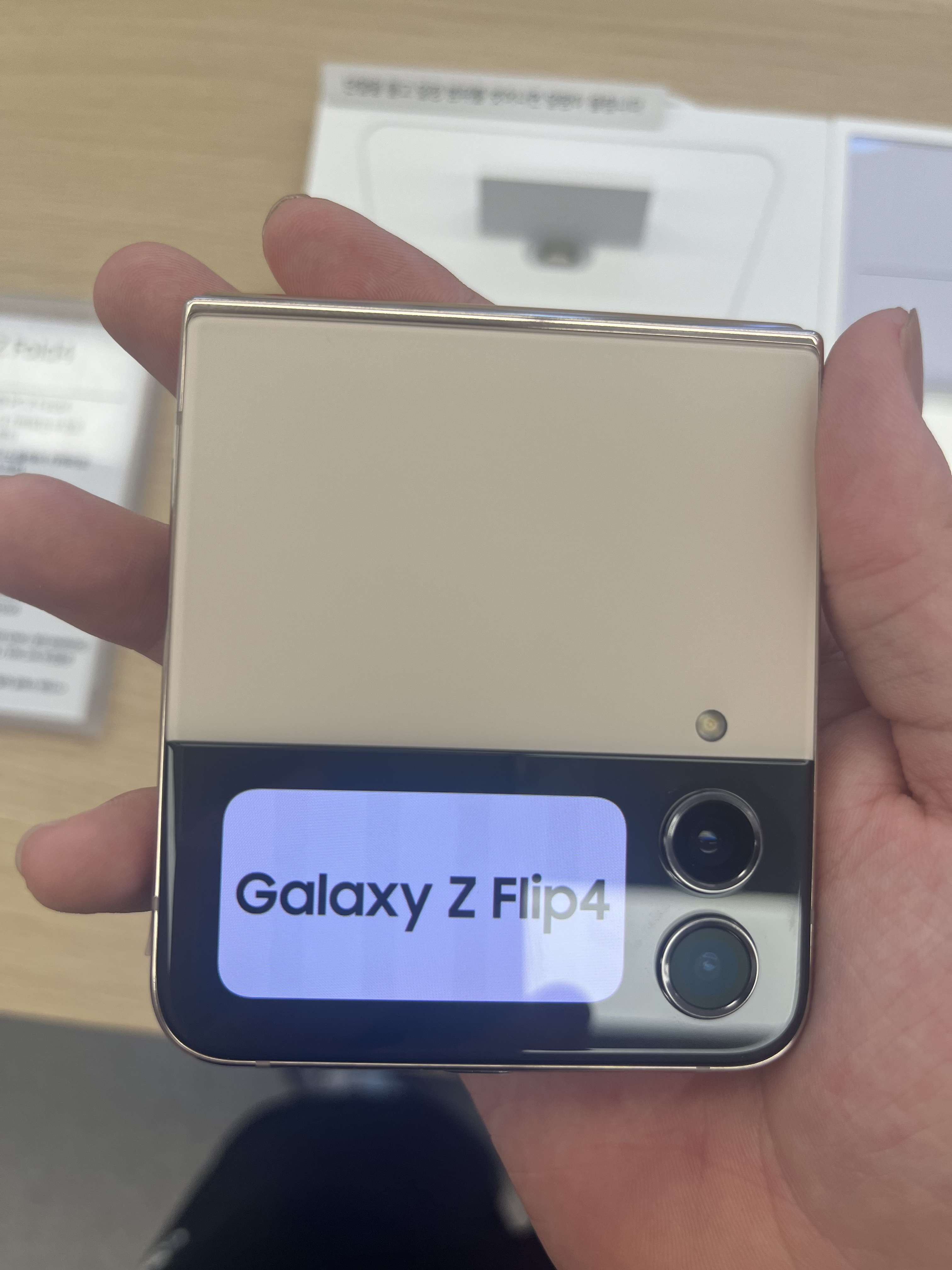
Samsung Galaxy Z Flip 4 replié

Alors que le Galaxy Z Fold 4 peut être plié pour en faire un smartphone au lieu d'une tablette lorsqu'il est déplié, le Z Flip est un smartphone qui peut être plié pour être transporté. L'écran secondaire permet de regarder des widget comme l'heure ou les notifications.
Le Z Flip 4 utilise le même design que le Z Flip avec un cadre en aluminium, il a un écran de 6,7 pouces protégé par un verre ultra fin fabriqué par Samsung qui peut être plié dans un espace de 4,2 pouces. Une fois plié, le logo Samsung apparaît au centre de la charnière. Il adopte également un écran de couverture de 1,9 pouce. Ce changement d'écran permet aux utilisateurs de télécharger des widgets tels que musique, météo, alarme, minuteur, enregistreur vocal, programme du jour, Samsung Health, et Bluetooth.
Le Samsung Galaxy Z Flip 4 est disponible en quatre couleurs : Lavande, Graphite, Or rose et Bleu.

## Caractéristiques techniques
Le Galaxy Z Flip 4 possède deux écrans : un écran intérieur pliable de 6,7 pouces avec un taux de rafraîchissement variable de 120 Hz et un écran externe de 1,9 pouce.
L'appareil dispose de 8 Go de mémoire vive et de 128, 256 ou 512 Go de mémoire flash UFS 3.1, sans possibilité d'extension de la capacité de stockage de l'appareil via des cartes micro-SD.
Le Z Flip 4 est équipé du SoC Qualcomm Snapdragon 8+ Gen 1.
La batterie incluse dans l'appareil est une unité à deux cellules de 3700 mAh compatible charge rapide via USB-C jusqu'à 25 W, ou via la charge sans fil jusqu'à 10 W.
Le Z Flip 4 est doté de deux caméras arrière, dont une caméra grand angle de 12 MP et une caméra ultra grand angle de 12 MP. Il est équipé d'une caméra frontale de 10 MP située en haut de l'écran.

## Galerie

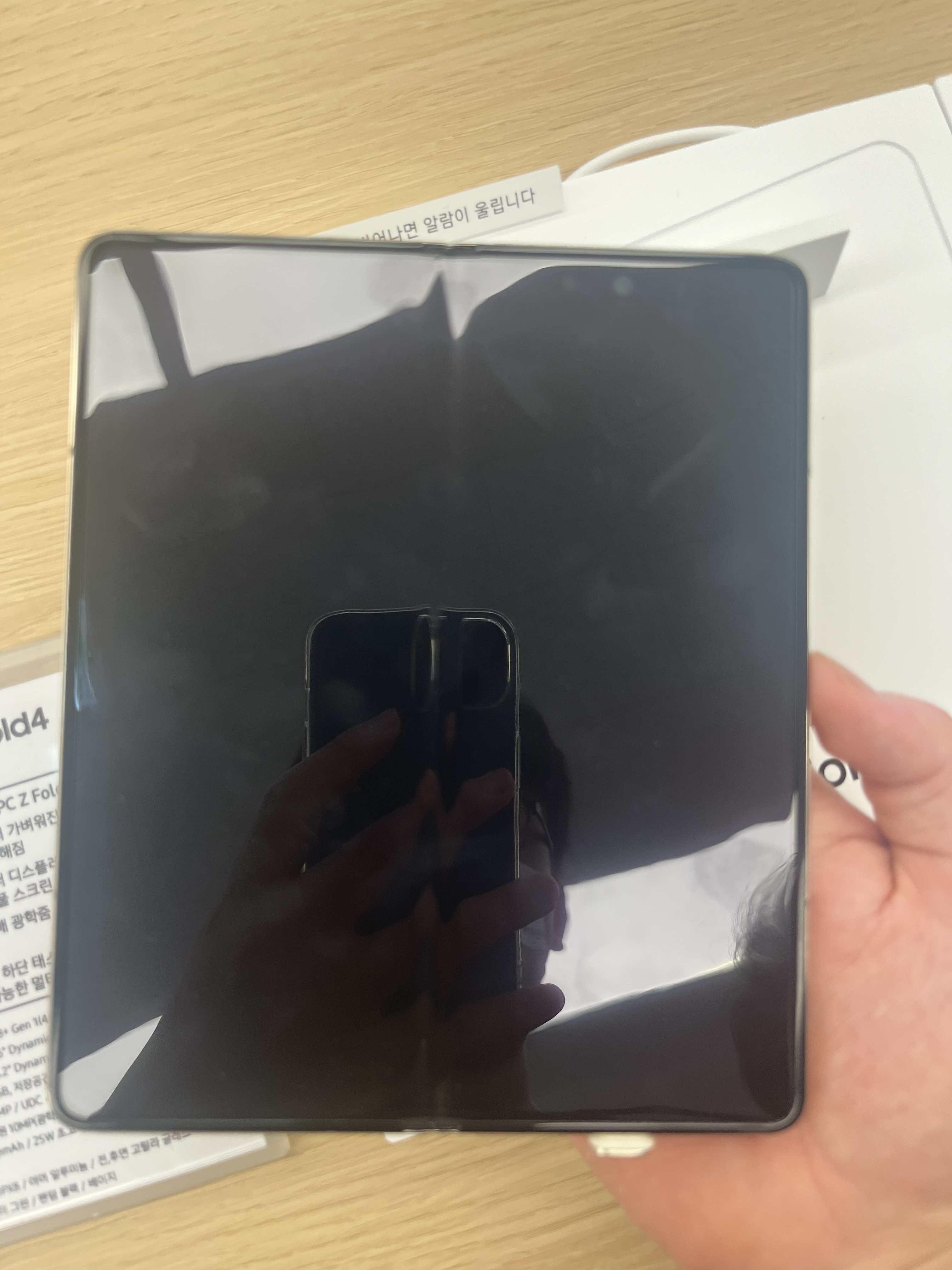
Le Samsung Galaxy Z Fold 4.
Logo du Samsung Galaxy Z Fold 4.